# Maxine Kazis
Maxine Kazis (geboren 1990 in Basel) ist eine griechisch-schweizerische Sängerin und Schauspielerin. Sie wurde der Öffentlichkeit durch ihr Album Die Evolution der Maxine Kazis bekannt.

## Leben
Maxine Kazis wurde in Basel geboren und ist dort aufgewachsen. Als Tochter einer Sängerin und eines Grafikers wuchs sie in einem künstlerischen Haushalt auf, besuchte ab dem fünften Lebensjahr die Ballettschule, die Musikschule und lernte Querflöte. Während des Abiturs wählte sie den Schwerpunkt Kunst. Mit 16 Jahren trat sie dem Jungen Theater Basel bei.

## Theater
Mit 18 Jahren zog sie nach Hamburg, um sich an der Joop van den Ende Academy in Tanz, Gesang und Schauspiel ausbilden zu lassen. Ihre ersten Engagements als Schauspielerin erhielt sie am Theater Kiel unter Intendant Daniel Karasek. In der Oper spielte sie ihre erste Hauptrolle in  William S. Burroughs und Tom Waits The Black Rider als Käthchen.
Es folgte ein festes Engagement am Schauspielhaus Kiel, während dessen sie u. a. die Desdemona in Othello, die Julia aus Romeo und Julia, die Katja Schurmann in Theo van Goghs Das Interview und die Irina in Anton Tschechows Drei Schwestern spielte.
2014 wurde ihr der Kunstpreis des Landes Schleswig-Holstein (Förderpreis) für ihre Leistungen im Theater verliehen.
2018 erhielt sie den Karl-Heinz-Walther-Preis (Nachwuchspreis) für die Titelrolle Irma La Douce am Grenzlandtheater Aachen.
Von 2019 bis 2021 spielte sie die (kommissarische) Tierärztin Karoline Schneider in der Serie Tierärztin Dr. Mertens.

## Filmografie
- 2018: Heilstätten (Fernsehfilm)
- 2019: SOKO Wismar (Fernsehserie, Folge Mundraub)
- 2019: Familie Dr. Kleist (Fernsehserie, Folge Väter und Töchter)
- 2019: Alarm für Cobra 11 – Die Autobahnpolizei (Fernsehserie, Folge Brautalarm)
- 2019: Der vierte Mann (Fernsehfilm)
- 2019: Bonusfamilie (Fernsehserie, vier Folgen)
- 2019–2021: Tierärztin Dr. Mertens (Fernsehserie)
- 2022: Inga Lindström: Schmetterlinge im Bauch (Fernsehreihe)
- 2022: Rosamunde Pilcher: Liebe ist unberechenbar (Fernsehreihe)
- 2022: Old People (Kino- und Fernsehfilm)
- 2023: Der Bergdoktor (Fernsehserie, Folge Getrennte Welten)
- 2023: SOKO Köln (Fernsehserie, Folge Unter Schafen)
- 2023: Hotel Mondial (Fernsehserie)
- 2023: Die Bergretter (Fernsehserie, Folge Unter Verdacht)
- 2024: Das Traumschiff: Phuket (Fernsehreihe)
- 2024: Lena Lorenz: Kreuz und queer (Fernsehreihe)
- 2024: Ein Sommer an der Côte d’Azur (Fernsehreihe)

## Musik
Nach der Ausbildung zog sie nach Berlin und lernte die Produzenten Peter Plate, Ulf Leo Sommer und Daniel Faust kennen. Seither kam es immer wieder zu gemeinsamen Projekten, wie z. B. dem Soundtrack zum Kinofilm Coming In von Marco Kreutzpaintner.
2015 bekam sie einen Plattenvertrag bei dem Berliner Label pop-out Musik. Anschließend schrieb und produzierte sie zusammen mit Peter Plate, Ulf Leo Sommer, Daniel Faust und Sinan Bombeiter ihre erste EP Metamorphose und ihr Debüt-Album Die Evolution der Maxine Kazis, die beide 2016 erschienen. Im selben Jahr spielte sie ihre erste Deutschland-Tour und war als Support mit der Band MIA auf Tour.

## Diskografie

### Studioalben
| Jahr | Titel Musiklabel                             | Anmerkungen                             |
| ---- | -------------------------------------------- | --------------------------------------- |
| 2016 | Die Evolution der Maxine Kazis Pop-out Musik | Erstveröffentlichung: 25. November 2016 |

### EPs
| Jahr | Titel Musiklabel           | Anmerkungen                         |
| ---- | -------------------------- | ----------------------------------- |
| 2016 | Metamorphose Pop-out Musik | Erstveröffentlichung: 15. Juli 2016 |

### Singles
| Jahr | Titel Album                                    | Anmerkungen                             |
| ---- | ---------------------------------------------- | --------------------------------------- |
| 2015 | Dreck. Die Evolution der Maxine Kazis          | Erstveröffentlichung: 4. Dezember 2015  |
| 2016 | Zug nach Berlin Die Evolution der Maxine Kazis | Erstveröffentlichung: 13. Oktober 2016  |
| 2016 | Ruine Die Evolution der Maxine Kazis           | Erstveröffentlichung: 11. November 2016 |
| 2018 | Heilstätten –                                  | Erstveröffentlichung: 22. Februar 2018  |

## Auszeichnungen
- Kunstpreis des Landes Schleswig-Holstein
  - Förderpreis 2014 für schauspielerische und gesangliche Leistungen.
- Karl-Heinz-Walther-Preis 2018 für die Titelrolle in dem Musical Irma la Douce